# Премия имени Н. К. Кольцова
Премия имени Н. К. Кольцова — научная награда Российской академии наук. Присуждается Отделением физико-химической биологии (ОФХБ) Российской академии наук за выдающиеся работы в области молекулярной генетики.
Премия названа в честь выдающегося советского и русского биолога и генетика, автора идеи матричного синтеза, академика Николая Константиновича Кольцова (1872—1940).

## Награждённые учёные
- 1994 — член-корреспондент РАН Леонид Иванович Корочкин — за цикл работ «Молекулярно-генетические механизмы клеточной детерминации и дифференцировки»
- 1997 — член-корреспондент РАН Сергей Владимирович Разин — за цикл работ «Ядерный матрикс и пространственная организация хромосомной ДНК»
- 2000 — академик РАН Игорь Фёдорович Жимулёв, доктора биологических наук Елена Сергеевна Беляева и Валерий Фёдорович Семешин — за цикл работ «Молекулярно-генетическая организация политенных хромосом»
- 2003 — доктор биологических наук Георгий Викторович Лопашов — за серию работ по разработке метода пересадки ядер и изучению механизмов индукции в эмбриогенезе
- 2006 — доктор биологических наук Николай Андреевич Чуриков — за серию работ «Организация генома: анализ генов, мобильных элементов, структур ДНК, РНК и хромосом»
- 2009 — академик РАН Юрий Викторович Ильин — за серию работ «Механизмы перемещения мобильных элементов эукариот»
- 2012 — член-корреспондент РАН София Георгиевна Георгиева, доктор биологических наук Алексей Николаевич Краснов и кандидат биологических наук Александр Георгиевич Степченко — за цикл работ «Изучение механизмов регуляции экспрессии генов»
- 2015 — кандидаты биологических наук Артём Николаевич Бончук, Ольга Викторовна Кырчанова и Оксана Геннадьевна Максименко — за цикл работ «Структура инсуляторных белков и их участие в механизмах организации эукариотического генома»
- 2018 — доктор биологических наук Алла Ивановна Калмыкова — за цикл работ «Роль коротких РНК в защите целостности генома и в поддержании теломер»[1]
- 2021 — доктора биологических наук Сергей Анатольевич Демаков, Владимир Александрович Трифонов и Галина Витальевна Похолкова — за цикл работ «Молекулярно-генетическая организация хромосом и геномов животных»
- 2024 — доктора биологических наук Юлий Валерьевич Шидловский, Дарья Владимировна Копытова и кандидат биологических наук Наталия Валерьевна Сошникова — за серию работ «Факторы, контролирующие структуру хроматина, биогенез и транспорт РНК»